# ХК ВМФ-Карелија
ХК ВМФ-Карелија (рус. Хоккейный клуб «ВМФ-Карелия») професионални је хокејашки клуб из града Кондопоге, из Карелије у Русији. Клуб се тренутно такмичи у Вишој хокејашкој лиги, другом рангу руског клупског хокеја.
ВМФ има потписан уговор о сарадњи са клубом СКА из Санкт Петербурга.

## Историјат клуба
Клуб је основан 2008. у Санкт Петербургу као ХК ВМФ. 
У периоду од 2008. до 2010. такмичио се у вишој лиги првенства Русије, после чије реорганизације 2010. постаје делом ВХЛ лиге. У првој такмичарској сезони 2008/09. клуб је заузео тек 10. место у тадашњој западној конференцији (укупно 27. место од 33 екипе) након лигашког дела и није се успео пласирати у доигравање. У наредне две сезоне резултати су били нешто бољи, што је резултовало местима у плејофу. 
У октобру 2012. екипа се преселила у град Кондопогу у Републици Карелији, а садашњи назив носи од јула 2013. године.

## Ледена дворана
Ледена дворана капацитета 1.850 места за утакмице хокеја на елду отворена је у децембру 2001. године. 